# Oskar Svendsen
Oskar Nikolai Birger Svendsen, född 10 april 1994 i Lillehammer, är en norsk tidigare tävlingscyklist. Oskar Svendsen vann tempoloppet under juniorvärldsmästerskapen 2012. Han blev också norsk juniormästare i tempolopp och lagtempo samma år.
Under ett test vid Høgskolen i Lillehammer visade mätningen att han hade en maximal syreförbrukning på 97,5 (ml/kg/min). Han slog därmed den tidigare längdskidåkaren Bjørn Dæhlie, som hade 96,0 under sin storhetstid.
Efter sin vinst på juniorvärldsmästerskapen, flyttade han upp till U23-nivå och tävlade för det norska stallet Team Joker. På grund av skade- och motivationsproblem valde Svendsen att avsluta sin cykelkarriär 2014. 